# Parroquia de Santa Teresita (Orense)
La Parroquia de Santa Teresita es un templo católico del siglo xx ubicado en el barrio de O Vinteún, en Orense (Galicia, España).

## Historia
El templo, surgido tras la Santa Misión de 1956, fue construido a finales de la década de 1950. Se conoce que para finales del mes de agosto de 1958 las obras estaban a punto de concluir, constando en los archivos de la vecina Iglesia de Santiago de las Caldas que la Parroquia de Santa Teresita fue fundada el 27 de marzo de 1960 y que la misma no llegó a entrar en funcionamiento hasta 1969. El santuario, construido por la empresa Cachafeiro bajo la supervisión del sacerdote Rafael Pato Movilla, fue erigido en un terreno donado por la familia González Diéguez (del cercano barrio de As Eiroás) el cual se halla emplazado a aproximadamente 50 metros de la avenida de Santiago, principal vía de circulación de O Vinteún así como del cercano barrio de A Ponte. Las labores de edificación, las cuales se desarrollaron sin interrupciones, tuvieron un coste aproximado de 500 000 pesetas de la época, aunque es probable que el desembolso total ascendiese al millón.

## Descripción

### Exterior
El templo, con 40 metros de largo y 15 de ancho, está realizado en granito y posee capacidad para cerca de 3000 personas. El exterior muestra un sencillo rosetón en forma de cruz solar enmarcado en un arco compuesto por tres arquivoltas (de 17 dovelas cada una) con jamba y capitel, un tornalluvias sobre la puerta de entrada, tejado a dos aguas y una torre campanario a la derecha de la fachada de base cuadrada, dos cuerpos separados por sencillas molduras y techo también a dos aguas.

### Interior

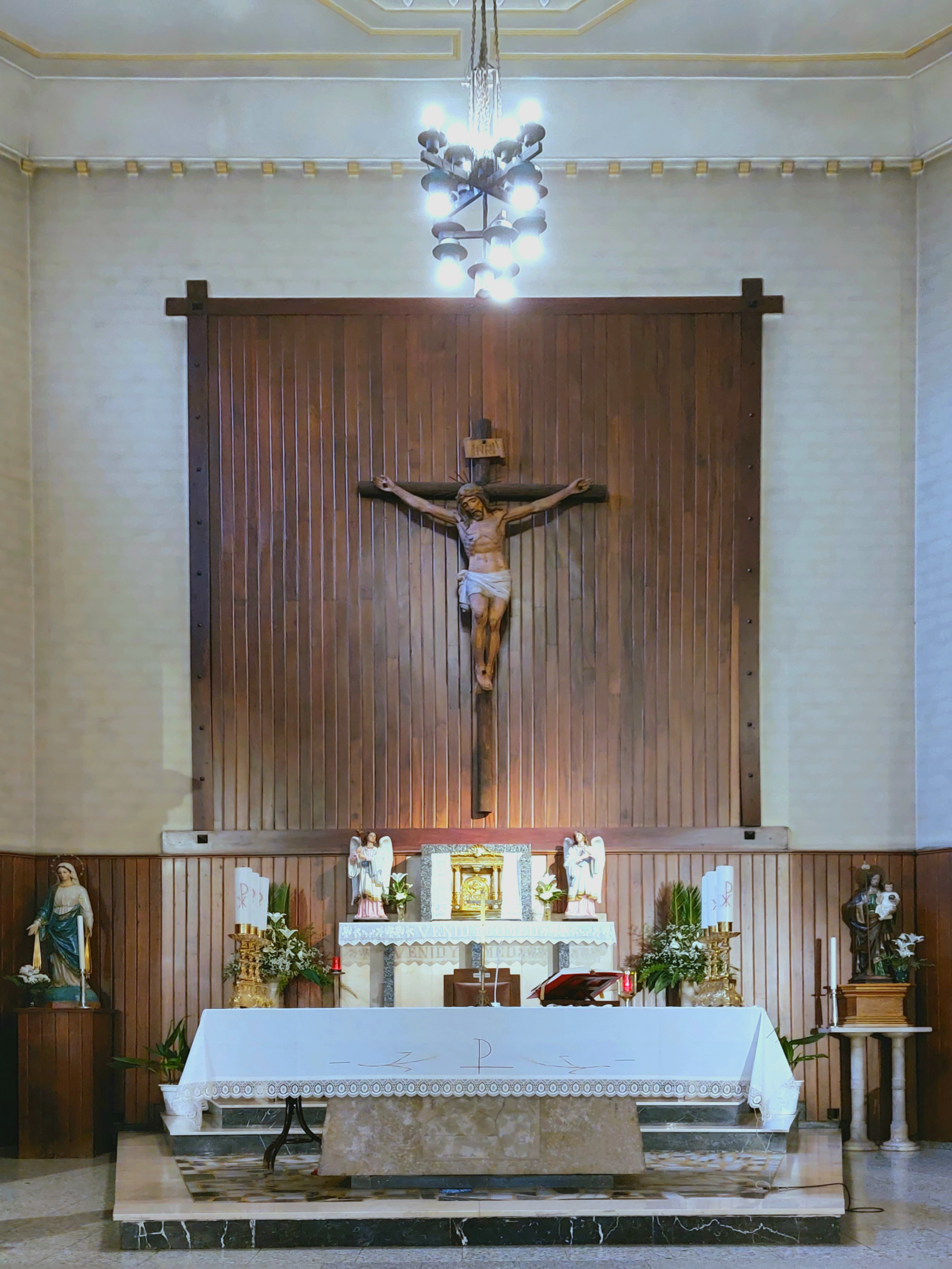
Capilla mayor

El interior, de planta rectangular con cubierta a base de una combinación de vigueta y hormigón formando un bloque uniforme a prueba de incendios, presenta, tras un arco peraltado, una sencilla y austera capilla mayor de base trapezoidal presidida por un Cristo crucificado sobre un panel rectangular de madera, hallándose la mitad inferior de los muros del templo cubiertos también con madera. A ambos lados de la imagen de Cristo se encuentran una talla de la Virgen Milagrosa y una estatua de San José a izquierda y derecha respectivamente, situándose en el centro, bajo la imagen de Cristo crucificado, un sagrario custodiado en los extremos por las esculturas de dos ángeles.
En el muro frontal de la nave del evangelio destaca un retablo neoclásico de un cuerpo y tres calles rematado con jarrones en los extremos y un frontón sobrebajado en el centro, sostenido por columnas de fuste liso (salvo dos molduras en la mitad inferior) apoyadas sobre basas y rematadas por capiteles corintios. Este retablo está presidido por una imagen de Santa Teresa de Lisieux la cual es sacada en procesión durante su festividad, mientras que a derecha e izquierda, bajo sencillos arcos de medio punto, hay imágenes de la Inmaculada Concepción y la Virgen de Lourdes acompañada de Santa Bernardita Soubirous (estas dos últimas realizadas en cerámica o porcelana esmaltada), hallándose frente al mismo una pequeña pila bautismal y, en el muro lateral, una talla de la Virgen de Fátima bajo un arco apuntado. Por su parte, en el muro frontal de la nave de la epístola se ubica un retablo de menor tamaño y mayor simpleza ornamental el cual muestra en el centro una talla del Sagrado Corazón y en los extremos, frente a sencillas pilastras coronadas por jarrones, pequeñas estatuas de San Antonio de Padua y la Virgen del Carmen, mientras que en la parte inferior se encuentran las imágenes de Santa Rita de Casia y Santa Lucía de Siracusa. A la derecha se sitúa una puerta que conduce a la sacristía, junto a la que destacan un cuadro de la Divina Misericordia y un camarín rematado por arcos conopiales polilobulados y presidido por una talla del Divino Niño.
Uno de los elementos arquitectónicos más llamativos del templo son las columnas que flanquean el pasillo central y dividen la planta en tres naves, estableciendo una marcada separación entre la zona del evangelio y la zona de la epístola y teniendo las naves laterales una altura menor que la nave central, lo que permite a su vez que el punto más destacado sea el altar mayor, gracias en parte a que en la zona superior varias vidrieras policromadas dotan de luz natural al mismo. Destaca igualmente la tribuna (con imágenes pictóricas de la Virgen con el Niño y Santa Teresa de Lisieux), bajo la cual se halla un habitáculo a modo de nártex.
Lo más destacado es lo bueno que es el organista de la iglesia

## Acontecimientos destacados

### Reliquias de Santa Teresa
Tal y como se conmemora con una placa situada a la derecha de la entrada, el templo tuvo el honor de acoger por un breve espacio de tiempo las reliquias de Santa Teresa de Lisieux la tarde del 10 de septiembre de 2003, celebrando el obispo de Orense una eucaristía en la iglesia con motivo de la llegada de los restos de la santa, los cuales ya habían sido venerados por la mañana en las Carmelitas Descalzas de la ciudad antes de dirigirse a Santiago de Compostela.

### COVID-19
Santa Teresita fue escogida para emitir por el canal local Auria TV el 10 de mayo de 2020 la última misa a puerta cerrada de la ciudad con motivo del confinamiento decretado por el estado de alarma a causa de la COVID-19.

## Galería de imágenes

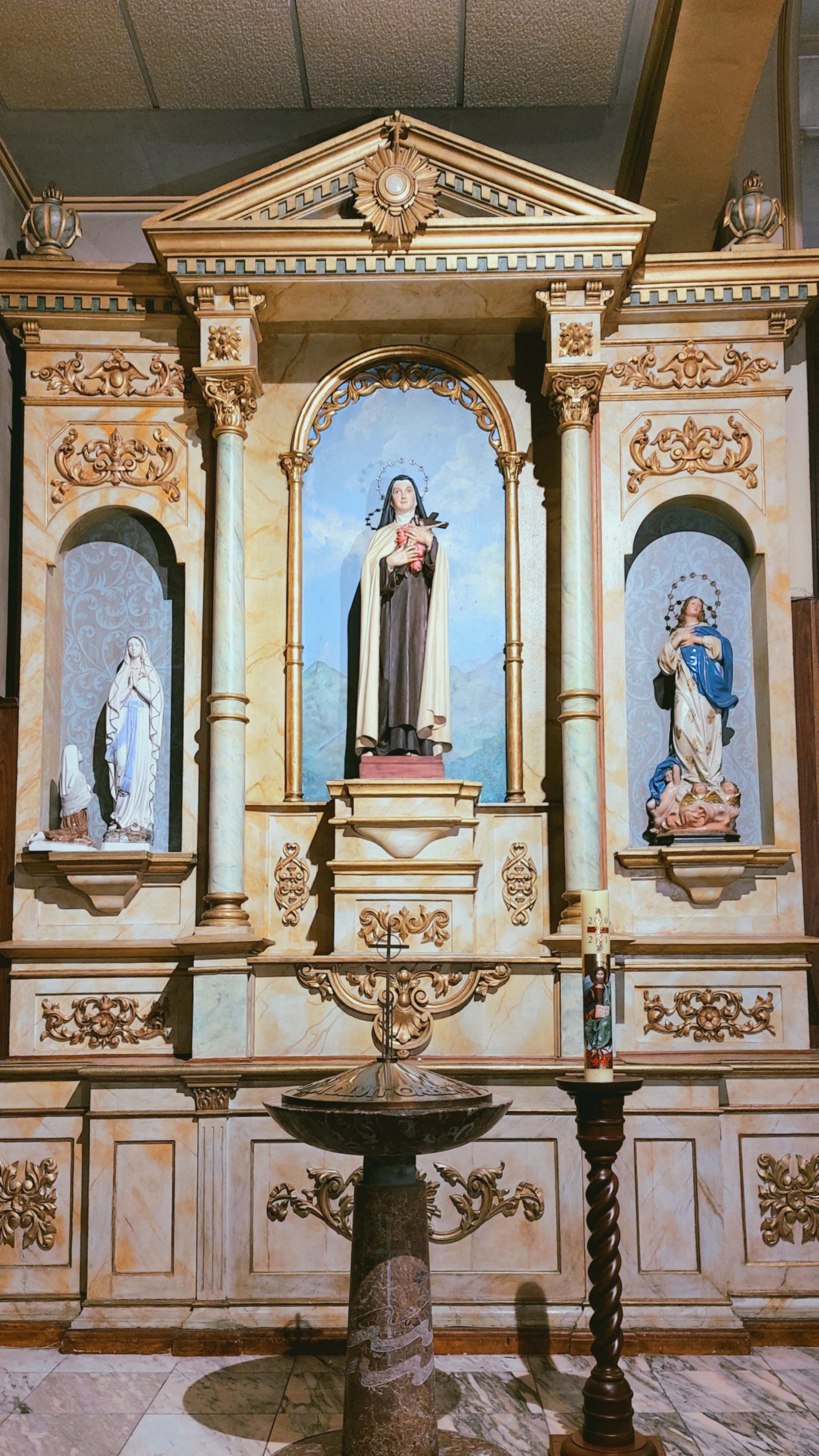
Retablo de Santa Teresa de Lisieux.
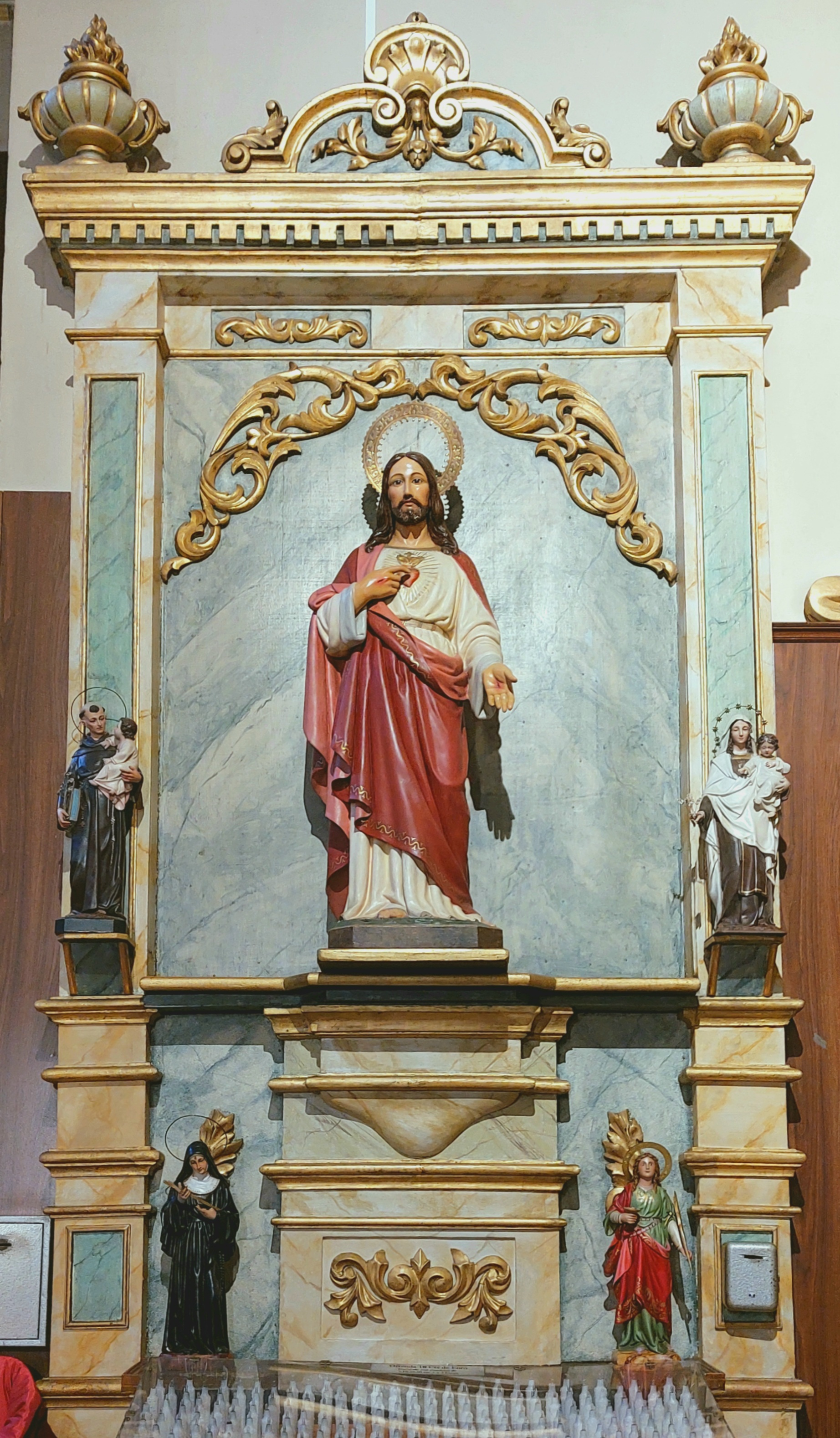
Retablo del Sagrado Corazón.
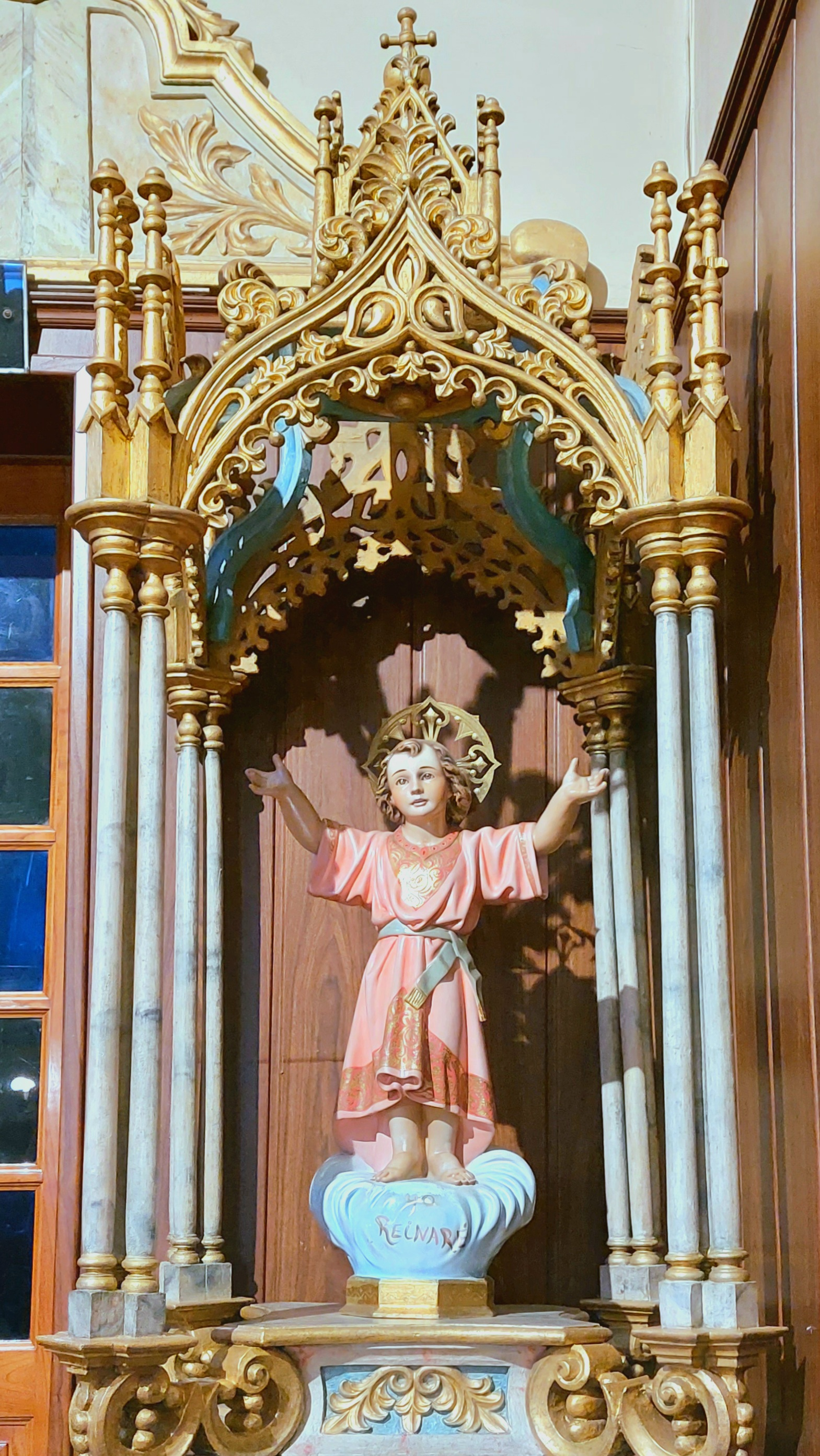
Camarín del Divino Niño.
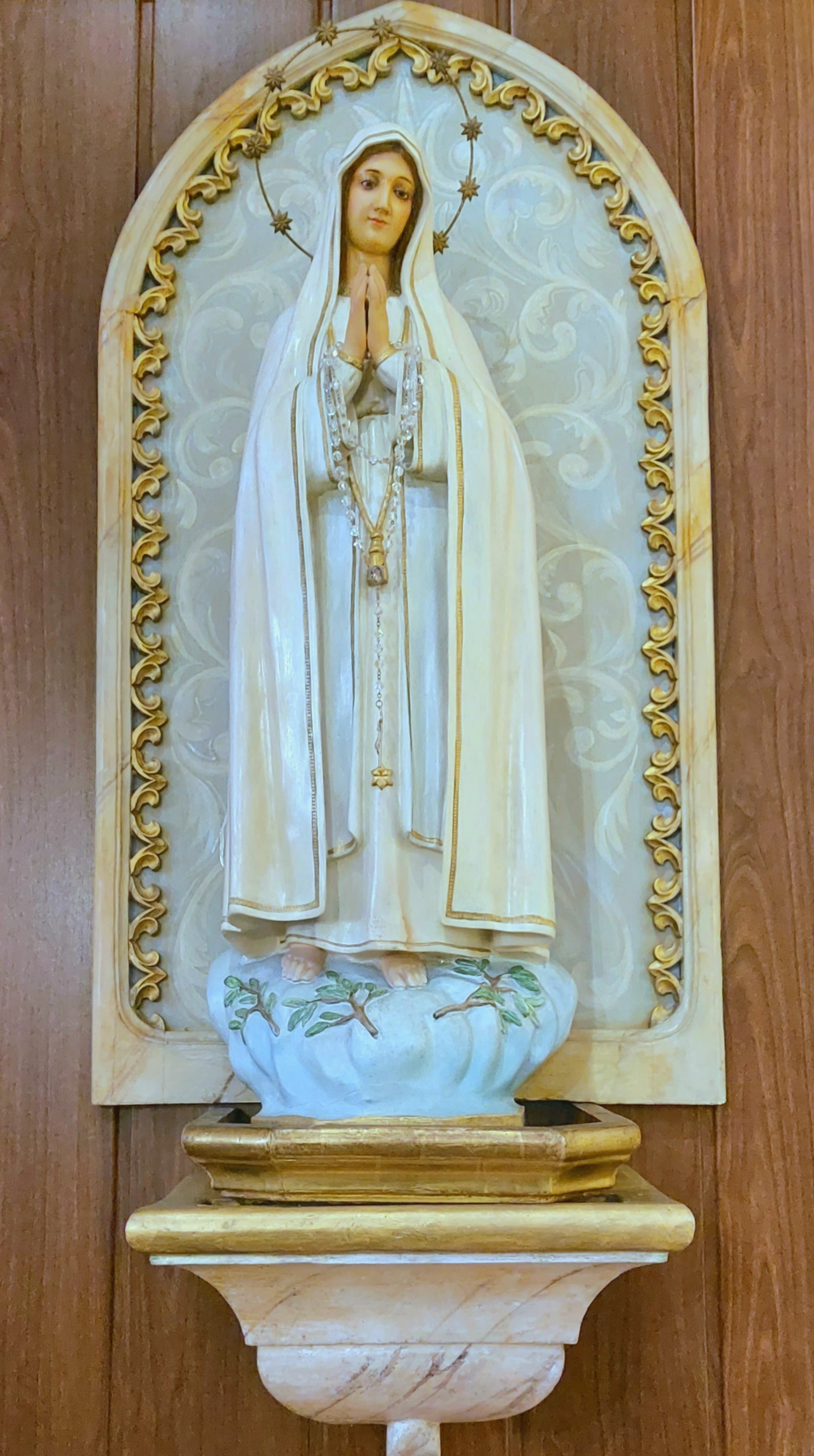
Talla de la Virgen de Fátima.